# Macrina la Mayor
Santa Macrina la Mayor o Santa Macrina la Anciana vivió en el siglo IV. Considerada como santa en la Iglesia católica como en la Iglesia ortodoxa. Es la madre de San Basilio el Mayor y abuela de San Basilio el Grande, Padre de la Iglesia, así como de san Gregorio de Nisa, Santa Macrina la Joven (su nieta) y de San Pedro de Sebaste.
Nace en Niksar, poco después de la muerte de San Gregorio el Taumaturgo; ella transmite a sus hijos y nietos la doctrina y enseñanzas de este prelado. Durante las persecuciones de Maximino Daya hacia el 311, ella se retira, con su esposo, al bosque durante 7 años. Muere alrededor del año 340.
Su nieto, San Basilio el Grande decía de ella: «Ella moldea nuestras almas en una piedad fundada sobre la sana doctrina.» Su festividad es el 14 de enero.